# Alièze
Alièze – miejscowość i gmina we Francji, w regionie Burgundia-Franche-Comté, w departamencie Jura.
Według danych na rok 1990 gminę zamieszkiwało 131 osób, a gęstość zaludnienia wynosiła 22 osoby/km² (wśród 1786 gmin Franche-Comté Alièze plasuje się na 612. miejscu pod względem liczby ludności, natomiast pod względem powierzchni na miejscu 729).